# Metano da carbone
Il metano da carbone (a volte indicato con CBM, soprattutto nella letteratura anglosassone, acronimo dell'inglese coal bed methane) è il gas metano che viene estratto dagli strati di carbone presenti nel sottosuolo in alcuni bacini geologici.
La produzione di questo gas è diventata economicamente sempre più importante negli ultimi due decenni; lo sfruttamento sistematico di questo gas è iniziato negli Stati Uniti e Canada, pionieri nello sviluppo di questa fonte energetica grazie alle potenzialità dei loro bacini carboniferi. Oggi la possibilità di produrre metano da carbone viene valutata ed attuata ovunque vi sia richiesta di gas da parte del mercato e possibilità di sfruttare depositi sepolti di carbone.
Per estensione il termine CBM viene usato per indicare sia le particolari condizioni geologiche, che permettono di arrivare allo sfruttamento di questo gas, sia tutta quella branca della industria mineraria che ruota attorno alla ricerca, sviluppo e produzione di questa fonte energetica.

## Descrizione
I depositi CBM fanno parte del gruppo di combustibili fossili, e, una volta portato in superficie, il gas metano derivante può essere inserito nel gruppo merceologico degli idrocarburi gassosi.
Il metano di questa origine può essere classificato come gas dolce  in quanto solitamente è privo di acido solfidrico.
Questo metano, a differenza di quello presente nei pori dei depositi gassiferi tradizionali, negli strati carboniosi si trova molecolarmente adsorbito nella massa carboniosa contenuta nei livelli di carbone; la presenza di questo gas era ben conosciuta da tempo essendosi sempre rinvenuto nelle miniere sotterranee di carbone, dove mescolandosi con l'aria forma la pericolosa miscela gassosa chiamata grisù.